# 파하드 알미르다시
파하드 빈 아드완 알미르다시(아랍어: فهد بن عدوان المرداسي, 1985년 8월 16일~)는 사우디아라비아의 축구 심판으로, 2011년부터 2018년까지 FIFA 국제 심판으로 활약했다.

## 경력
알미르다시는 2015년 AFC 아시안컵에 주심으로 뽑혔다. 2015년 FIFA U-20 월드컵에서는 결승전 경기를 포함해 네 경기에서 주심을 맡았다. 알미르다시는 2016년 하계 올림픽에서 남자 축구 주심을 맡아 조별 리그에서 두 경기를 맡았다. 알미르다시는 2017년 FIFA 컨페더레이션스컵에 주심으로 뽑혀 3위 결정전을 포함해 두 경기를 맡았다.
2018년 3월 29일에는 2018년 FIFA 월드컵에 참가할 36명의 주심 가운데 한 명으로 뽑혔다. 4월 1일에는 알파이살리와 알이티하드의 2018년 사우디아라비아 국왕컵 결승전 주심으로 결정됐으나, 5월 12일에 결승전이 열리기 몇 시간 전에 사우디아라비아 축구 연맹은 결승전 주심을 마크 클래튼버그로 교체했고, 교체 사유로 뇌물 수수 혐의를 들었다. 알미르다시는 알이티하드의 회장 하마드 알사니아에게 뇌물을 요구했다고 밝혔고, 사우디아라비아 축구 연맹은 승부조작 혐의로 알미르다시의 심판 자격을 영구 박탈시키는 한편 FIFA에도 알미르다시를 2018년 FIFA 월드컵에 참가시키지 말 것을 요청했다. 5월 30일, FIFA는 증거들을 고려한 끝에 알미르다시가 더 이상 FIFA 월드컵 주심으로 뽑힐 조건을 충족하지 않아 2018년 FIFA 월드컵 심판진에서 제외한다고 밝혔다. 또한 파하드 알미르다시와 함께 참여할 예정이었던 사우디아라비아의 압둘라 알샬라위, 모함메드 알아바크리 부심도 심판진 목록에서 제외되었다. 파하드 알미르다시 주심에게 배정되었던 자리는 다른 주심으로 대체되지 않았다.